# Giancarlo Soldi
Giancarlo Soldi (Bonemerse, 22 luglio 1954) è un regista e sceneggiatore italiano.

## Biografia
Nel 1979, mentre sta svolgendo il servizio militare, esordisce dietro la macchina da presa dirigendo il cortometraggio Paranaia. La cinepresa super8 per girare il corto gliela fornisce Paolo Gioli, artista multimediale, di cui era stato unico assistente per due anni. Il film venne sequestrato dai carabinieri con il pretesto di mostrare armi protette dal segreto militare. L'anno seguente realizza No Future, "un film lungo come un 45 giri", come lo definisce Carlo Freccero: grazie ad esso nel 1982 vince la rassegna Filmmaker di Milano; inoltre No Future comincia a girare parecchi Festival cinematografici arrivando ad essere presentato alla Sorbona di Parigi.
Nel 1985 Giancarlo Soldi gira Polsi sottili con Stefania Casini (premio per il soggetto Filmaker 1985); il film viene presentato al Forum del Festival di Berlino dello stesso anno. L'anno seguente realizza un documentario per il Centro d'arte Contemporanea di Norimberga sul grande drammaturgo Tadeusz Kantor. Il documentario riceve la menzione speciale al Festival TTV Performing Arts on screen diretto da Franco Quadri. Inizia quindi la proficua collaborazione con il designer Alessandro Mendini, poi con il designer Andrea Branzi realizza video di Domus Academy e importanti videoistallazioni per l’architetto Michele DeLucchi.
Dal 1988 al 1991 completa 6 cortometraggi per Rai 2: Frammenti d'amore, nel cast Kim Rossi Stuart, Alfredo Pea e Maria Amelia Monti, con la fotografia di Luca Bigazzi. Nel 1991 cura la regia di Buzz, un programma in 18 puntate per Italia 1 fortemente innovativo dal punto di vista grafico e realizzato in co-produzione con MTV Londra. Dal 1986 al 1993 vince per 5 volte (Plastica come scienza, L'industria del design, Una storia imbottita, Dentro: l'industria del mobile e L'arte del dormire) il primo premio di categoria al Festival della Confindustria.
Nel 1992 realizza Nero., scritto con Tiziano Sclavi (l'autore di Dylan Dog) con la fotografia sempre di Luca Bigazzi. Il film, invitato alla Mostra del Cinema di Venezia, vede la presenza di Sergio Castellitto, Chiara Caselli, Hugo Pratt e Luis Molteni. La colonna sonora è affidata ai Mau Mau, la canzone del tema (Acque) a Francesco Guccini. Nero riceve la Menzione Speciale al Festival del film poliziesco di Cognac e Menzione speciale al Festival di Mons.
Negli anni seguenti si occupa di videoinstallazioni per Fiat, Telecom, Enel, Finmeccanica, Kartell, Flou. Nel 1998 realizza per Italia 1 la serie AleX, indagini su mondi segreti, interpretata da Romina Mondello. I sei episodi della serie sono scritti da Alfredo Castelli, l'autore del fumetto Martin Mystère, Guglielmo Duccoli e Giorgio Schottler. Nel 1998 viene incaricato da Francesco Laudadio di realizzare la sigla ufficiale della 55ª Mostra del Cinema di Venezia. Nel 2000 gli viene affidata la realizzazione di video interattivi per la mostra Il mondo nuovo nel Palazzo Reale di Milano per conto dell'Università Bocconi e si occupa della parte video della mostra TUTTOSCHIFANO al Macro di Roma.
Espone alla Galleria d'Arte Stefania Miscetti "Il libro bianco", una installazione dedicata ai fumetti. Nel 2001 con il documentario Un angolo di mondo vince il primo premio per la creatività al Chicago Film Festival. Nello stesso anno si occupa delle scenografie digitali per il Pavarotti & Friends. Nel 2005 è tra i curatori della mostra A band apart a Roma. Nuvole parlanti (2006) è il titolo del documentario sui fumetti trasmesso in due parti, di un'ora ciascuna, ne La Storia siamo noi.
Nello stesso anno tiene un reading sui fumetti in tre serate al Teatro Agorà di Roma ed è invitato a parlare di “giornalini” al Festival di Poesia di Genova. Nel settembre 2007 su RaiSat Premium vanno in onda 6 nuove puntate intitolate I Fumetti e noi. Nel 2008 realizza con Stefania Casini il documentario Così lontani, così vicini, una serie di ritratti ambientati nelle periferie romane. Nel maggio dello stesso anno viene invitato dall'Università Statale di Milano, nell'ambito del convegno "Fumetto in aula". Nel 2009 realizza per La storia siamo noi il documentario Graphic Reporter sul giornalismo a fumetti con interventi di Art Spiegelman, Marjane Satrapi, Gipi e Sergio Bonelli. Per il Future Center di Telecom Italia progetta e realizza una installazione sulla comunicazione: l'esposizione è visibile nel chiostro di San Salvador a Venezia. Nel 2012 presenta a Filmaker Milano "Come Tex nessuno mai" dedicato a Sergio Bonelli e la sua casa editrice. Il documentario girato in un arco di 10 anni si avvale della presenza tra gli altri di Bernardo Bertolucci, grande estimatore del mondo dei fumetti.
Nel 2015 esce nelle sale per Bizef produzioni e Lo Scrittoio Nessuno siamo perfetti, documentario su Tiziano Sclavi. Girato con la fotografia di Luca Bigazzi il documentario si aggiudica il Nastro d'argento Menzione Speciale 2015. Nessuno Siamo Perfetti viene invitato, unico film italiano, al Festivaletteratura di Mantova. Nel 2016 si occupa per Elica di otto video installazioni poetiche al Salone del Mobile di Milano. Nel 2015 realizza per l'onlus Biblioteca dall'Ovo il cortometraggio Bianca, la folle illusione, con Bianca Poletti de Chaurand, un documentario che racconta la prima guerra mondiale attraverso le lettere e i diari di Bianca de Chaurand. Nel 2016 ha iniziato le riprese di Cinque mondi, un documentario per conto di Istituto Luce Cinecittà e Rai Cinema che racconta il cinema italiano.
A novembre il documentario viene invitato al Roma FilmFest. Nel 2017 cinque moNdi entra nella cinquina del Nastro d'argento documentari e nella cinquina sezione documentati del premio Globo d'oro organizzato dalla Stampa Estera. Nel 2018 inizia le riprese di Cercando Valentina. Il mondo di Guido Crepax, documentario che si avvale di rari contributi filmati girati da Giovanni Gandini, il creatore di Linus, col quale partecipa al Festival di Venezia nelle Giornate degli Autori. Nello stesso anno scrive con Mario Gomboli e inizia le riprese di Diabolik sono io. Nel 2019 il docufilm su Diabolik è nella cinquina del Italian Movie Award NYC. Nel 2020 Cercando Valentina vince il Nastro d’argento come migliore docufiction.
Nel 2020 realizza e conduce Little Memo - fumetto history, 8 pillole per Fumettologica.it. Per il film opera, Gianni Schicchi di Damiano Michieletto, tratto dall’opera omonima di Giacomo Puccini, è consulente alla regia e gira con Giuseppe Bucci “ Dalla musica all’amore” , con cui vince premio regia al festival di Siena. Nel 2021 realizza e conduce la seconda serie di Little Memo, sempre per Fumettologica.it. Nel settembre 2023, Polsi sottili del 1985 viene restaurato dall'Istituto Luce Cinecittà e presentato ad ottobre a Filmmaker e al Torino Film Fest. Il sito Fumettologica pubblica, on line, la terza serie di Little Memo. Nell’ottobre 2023 il corto in super8 del 1979, Paranaja viene miracolosamente restituito al regista, dopo 44 anni dal sequestro, e restaurato dalla Cineteca di Bologna.

## Filmografia

### Cortometraggi
- Paranaia (1979)
- No future (1982)
- Bianca - La folle illusione (2015)

### Documentari
- Candid Kantor (1986)
- Frammenti d'amore (1989)
- Un angolo di mondo (2000)
- Nuvole parlanti (2006)
- Un mondo cantato (2007)
- Così lontani, così vicini (2008)
- Graphic Reporter (2009)
- Come Tex nessuno mai (2012)
- Nessuno siamo perfetti (2014)
- Cinque mondi (2016)
- Diabolik sono io  (2019)
- Cercando Valentina (2019)
- ’’Dalla musica all’amore’’ (2022)

### Lungometraggi
- Polsi sottili (1985)
- Nero. (1992)

### Televisione
- Helena (1987) - miniserie
- AleX, indagini su mondi segreti (1998) - serie